# Arden (condado de Barbour)
Arden es un área no incorporada ubicada en el condado de Barbour (Virginia Occidental), Estados Unidos. Está catalogada como un asentamiento humano por la Junta de Nombres Geográficos de los Estados Unidos.
El número de identificación (ID) asignado por el Servicio Geológico de Estados Unidos es 1535001. El código del censo y el código de clase es 02428 y U6 respectivamente. Se encuentra a 387 m s. n. m. (1270 pies) según el conjunto de datos de elevación nacional.